# Сражение при Тяньцзячжэне
Сражение при Тяньцзячжэне (кит. 田家镇之役) — одна из военных операций во время Западного похода тайпинов, проводившаяся цинской армией с 20 ноября по 2 декабря 1854 года вдоль реки Янцзы на границе провинций Хубэй и Цзянси.

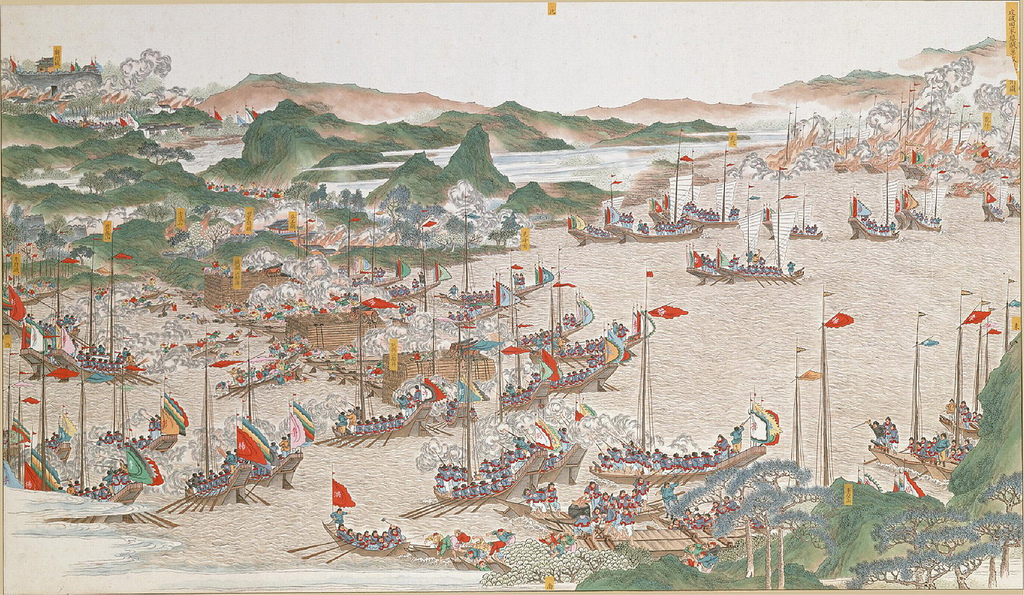
Сражение на Янцзы у Тяньцзячжэня 2 декабря 1854 г.

После битвы при Сянтане в 1854 году так называемая Сянская армия (10 000 человек) под командованием Цзэн Гофаня двинулась на север вдоль реки Сянцзян и заняла Цзинган и Юэчжоу. 14 октября 1854 года был захвачен Учан. Линия обороны тайпинов вдоль реки Янцзы оказалась в опасности.
Армия тайпинов была вынуждена отступить на восток Хубэя к Баньбишаню и Тяньцзячжэню (совр. Тяньчжэнь 29°55′ с. ш. 115°25′ в. д.). Один из руководителей тайпинов Ян Сюцин был разгневан, когда услышал о поражениях и быстро отправил Цинь Жигана с 100 000 солдат в Хубэй, чтобы восстановить контроль над ситуацией.
Цинь Жиган разместил вдоль левого берега Янцзы от Цичжоу до Тяньцзячжэня артиллерийские позиции длиной около десяти миль. Южнее, между храмом Уван на северном берегу (к востоку от Тяньцзячжэня) и горой Баньби (отрог Баньбишаня) на южном берегу, через реку были протянуты железные цепи (6 железных цепей и 7 бамбуковых канатов примерно в десяти футах друг от друга), соединявшие лодки и плавучие срубы, чтобы не допустить прохода цинской флотилии. Небольшие лодки, прикрывавшие заграждение, были оснащены пушками.
У подножия самого перевала Баньбишань, на правом берегу реки, тайпинами было разбито пять лагерей и вырыты глубокие рвы шириной в три-четыре фута. Во рвах были вбиты колья; вдоль каждого рва были установлены деревянные палисады и оборудованы форты.
В начале ноября Сянская армия выступила из Учана и двинулась на восток. Цзэн Гофань решил сначала захватить перевал Баньбишань, а затем отправить флотилию, чтобы прорвать железный барьер через реку.
20 ноября цинские сухопутные войска (6 тысяч) двинулись на тайпинские позиции на Баньбишане и 24-го в результате атаки захватили перевал. Тайпины отступили в Тяньцзячжэнь на левом берегу.
2 декабря Ян Цзайфу, командовавший цинской флотилией, разделил её на три эшелона и двинул на железный барьер. Корабли первого эшелона подошли к железным цепям, которые поднимали на палубы, где на жаровнях нагревали, а затем рубили тяжёлыми топорами. Второй эшелон в это время стал атаковать прикрывающие канонерские лодки. Защитники барьера запаниковали и рассеялись во всех направлениях. Третий эшелон стал преследовать и сжигать многочисленные тайпинские военные и гражданские суда. Линия обороны была прорвана.
В итоге более 10 000 человек было убито и более 4 000 военных кораблей сожжено. Флот тайпинов так и не оправился от поражения.
Флотилия и сухопутные войска Цзэн Гофаня преследовала бегущих тайпинов до самого Усюэ, расположенного в тридцати милях вниз по течению, а затем двинулась к Цзюцзяну в провинции Цзянси.